# 小行星8732
小行星8732（8732 Champion）是一颗绕太阳运转的小行星，为主小行星带小行星。该小行星于1996年12月8日发现。
該小行星以美國飛行員法蘭克·L·錢皮恩（Frank L. Champion）命名。

## 轨道参数
小行星8732的轨道半长轴为2.2898598 UA，离心率为0.094。